# Postmester
En postmester er ansvarlig for den daglige drift og ledelse af et postdistributionscenter, og var historisk set leder for et postkontor med eventuelle tilhørende postekspeditioner og filialer.
I Danmark refererer en postmester til chefen for et større administrativt område, tidligere kaldet for en kredspostmester, der i dag har titlen af områdedirektør.
| Job | Spire Denne artikel om et job eller en stillingsbetegnelse er en spire som bør udbygges. Du er velkommen til at hjælpe Wikipedia ved at udvide den. |